# Lambeth Bridge
Lambeth Bridge is een brug over de rivier de Theems in Londen.
De volgende brug bendenstrooms is Westminster Bridge; de volgende bovenstrooms is Vauxhall Bridge.
Aan de oostzijde van de brug, in Lambeth, liggen Lambeth Palace, Albert Embankment, St. Thomas' Hospital, en de International Maritime Organization. Aan de westzijde, in Westminster, liggen Thames House (het hoofdkwartier van MI5), met daarachter Horseferry House, Clelland House, Abel House, en de Millbank Tower en Tate Britain.

## Kleur
De, voornamelijk, rode kleur van de brug correspondeert met de kleuren van de banken van het Britse Hogerhuis, net zoals de groene kleur van de Westminster Bridge overeenkomt met de banken in het Britse Lagerhuis. Volgens de traditie mogen de leden van het Hogerhuis over de Lambeth Bridge. De leden van het Lagerhuis dienen gebruik te maken van de Westminster Bridge.
Albert Bridge · Chelsea Bridge · Grosvenor Bridge · Vauxhall Bridge · Lambeth Bridge · Westminster Bridge · Hungerford Bridge · Waterloo Bridge · Blackfriars Bridge · Blackfriars Railway Bridge · Millennium Bridge · Southwark Bridge · Cannon Street Railway Bridge · London Bridge · Tower Bridge

Zie ook: Lijst van oeververbindingen van de Theems